# Olonez
Olonez (russisch Олонец; olonetzisch und karelisch Anuksenlinnu oder Anus; finnisch Aunus; schwedisch Olonets) ist eine Kleinstadt mit 9056 Einwohnern (Stand 14. Oktober 2010) im äußersten Süden der zu Russland gehörenden Republik Karelien. Sie liegt am Zusammenfluss der Megrega und des Ladogasee-Zuflusses Olonka und ist Mittelpunkt eines fruchtbaren Agrardistriktes östlich des Ladogasees. Zudem ist sie das Verwaltungszentrum eines gleichnamigen Rajons. Die Entfernung nach Sankt Petersburg beträgt 310 km, nach Petrosawodsk 150 km und bis zur finnischen Grenze 220 km.
Mehr als 60 Prozent der Einwohner der Stadt sind Karelier, allerdings wie fast überall in der Republik vorwiegend russischsprachig.
Der Rajon Olonez (3988 km², 26.300 Einwohner) besteht zu 90 Prozent aus dichten Nadelwäldern und Sümpfen, die Forstwirtschaft ist daher der wichtigste Wirtschaftszweig. Die Gegend ist reich an verschiedenen Bodenschätzen wie Torf, Kies und Umbra. Auch Vieh- und Pelztierzucht sind wichtige Erwerbsquellen.

## Geschichte

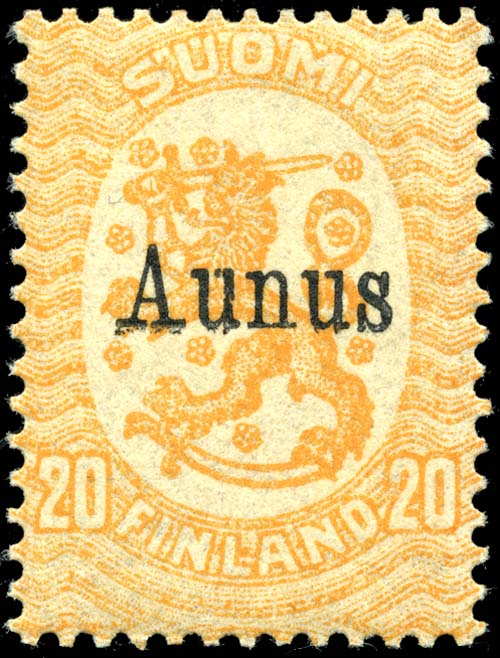
Briefmarke aus der Zeit der finnischen Besetzung 1919

Olonez wurde bereits 1137 erstmals schriftlich erwähnt und ist damit eine der ältesten belegten Siedlungen Nordrusslands.
Die Stadt wurde 1649 als nordwestlichster Vorposten Russlands gegen Schweden befestigt und erhielt noch im gleichen Jahr die Stadtrechte von Zar Alexei I. 1703 wurde in Lodeinoje Pole die Olonezer Werft gegründet. Im 18. Jahrhundert verlor die Festung von Olonez jedoch mit der Verschiebung der russisch-schwedischen Grenze nach Westen ihre Bedeutung und wurde in der Mitte des 18. Jahrhunderts schließlich geschleift.
Nur der aufstrebenden und schnell wachsenden neuen Hauptstadt Sankt Petersburg war es zu verdanken, dass Olonez zumindest seine Bedeutung als Handelsstandort beibehalten konnte. 1784 wurde jedoch die noch junge Stadt Petrosawodsk, nordöstlich von Olonez, zur Hauptstadt und zum Handelszentrum des 1773 gegründeten Gouvernements Olonez. Bis zur Oktoberrevolution blieb Olonez eine kleine Provinzstadt. 1912 hatte sie 2.058 Einwohner.
Mit der Unabhängigkeitserklärung Finnlands im Jahre 1917 kam Westkarelien unter finnische Oberhoheit, Ostkarelien mit Olonez blieb jedoch sowjetrussisch. Finnische Weißgardisten versuchten daraufhin, auch Ostkarelien seinem Territorium anzugliedern. Olonez war während der kurzzeitigen finnischen Besatzung im Jahre 1919 Schauplatz blutiger Kämpfe, letztendlich blieb der sogenannte Aunus-Feldzug Finnlands aber vergebens.
1940, im Rahmen der Gebietsabtretungen Finnlands an die Sowjetunion nach dem Winterkrieg (1939–40), wurde die Karelo-Finnische SSR gegründet, zu der Olonez gehörte, bis es im darauffolgenden Jahr im Zuge des Fortsetzungskrieges (1941–44) von finnischen Truppen besetzt wurde. Am 25. Juni 1944 erfolgte die Rückeroberung der Stadt durch die Rote Armee und Olonez wurde erneut Bestandteil der Karelo-Finnischen SSR bis zu deren Auflösung 1956. Bis zum Zerfall der Sowjetunion 1991 gehörte Olonez dann der Autonomen SSR Karelien innerhalb der RSFSR an. Seit 1991 untersteht die Stadt der Republik Karelien innerhalb der Russischen Föderation.
Bevölkerungsentwicklung
| Jahr | Einwohner |
| ---- | --------- |
| 1897 | 01.246    |
| 1926 | 01.766    |
| 1939 | 02.668    |
| 1959 | 05.009    |
| 1970 | 07.756    |
| 1979 | 10.404    |
| 1989 | 11.888    |
| 2002 | 10.240    |
| 2010 | 09.056    |

Anmerkung: Volkszählungsdaten

## Söhne und Töchter der Stadt
- Johann Friedrich Blank (1708–1745), Architekt
- Witold Pilecki (1901–1948), polnischer Soldat und Widerstandskämpfer
- Sergei Seljanow (* 1955), Filmregisseur